# Rafael Oleo i Quadrado
Rafael Oleo i Quadrado (Ciutadella (Menorca), 7 de setembre de 1806 - Ciutadella, 8 de maig de 1879) fou un farmacèutic, botànic i historiador.
El seu pare Francesc Oléo i Benejam va ser diputat de Sanitat i el seu germà Miquel Oleo i Quadrado (1802-1862) va ser metge i subdelegat de Sanitat en Ciutadella els anys 1831-1852.(7)
És un familiar del metge Miquel Oleo i Quadrado igualment de Ciutadella.
Va créixer en l'ambit intel·lectual de la nissaga dels Oleo de la qual des del segle xvii van sortir tota una sèrie de metges i farmacèutics. Estudià la botànica a València i farmàcia (1825) a Barcelona (1834). Va destacar per fer un important herbari local, una Historia de la Isla de Menorca (en castellà), que és la primera història impresa a l'illa i unes obres de teatre. L'any 1859 va publicar el Catálogo por familias de las plantas recogidas, un inventari botànic de les plantes de l'illa de Menorca. Segons Miquel Ferrer, la seva Historia... roman cap a vui una obra de consulta obligada.

## Obres
Teatre
- El casamiento por venganza o Enrique y Blanca (1838)

No ficció
- Catálogo por familias de las plantas recogidas en la isla de Menorca, seguido de una reseña topogràfica y climatológica de la expesada isla, Valladolid, Imp. de D.F. Miguel Perillan, 1859
- Exámen de los sistemas botánicos, o sea disertación sobre la taxonomia botanica, (1829) Manuscript
- Historia de la Isla de Menorca, dos volums (1874-1876), Ciutadella, Tip. de Salvador Fàbregues, 647 i 679 pàgines

## Reconeixement
- Soci de la Reial Acadèmia de Ciències i Arts de Barcelona[3]
- El 8 de febrer de 1951 va ser nomenat fill il·lustre de Ciutadella[1]
- Ciutadella li dedicà un carrer[4] i un saló al Museu Municipal de Ciutadella Bastió de sa Font.[5]
- A la Plaça Nova va erigir-se una estàtua de bronze[1][6]